# Coy (région de Murcie)
Pour les articles homonymes, voir Coy.
Coy est un petit village de la région de Murcie, situé à 40 km de Lorca.
Avec une population de 512 habitants, c’est un important centre archéologique.
Le "Cerro de las Viñas", conserve des restes de la culture de El Argar, un des premiers sites du Bronze Ancien où se pratiquait la métallurgie.

## Relief
Le village est situé dans la colline de Coy, dans les contreforts sud de la Montagne de la Lavia, d'orientation sud-ouest, où jaillissent plusieurs sources. À ses pieds commence le plateau de Coy, parcouru de rivières temporaires qui forment la naissance de la rivière Turrilla (affluent du Guadalentín).

## Climat
La situation du village, haut perché sur le plateau, fait que son climat est méditerranéen avec des hivers frais; des chutes de neige s'y produisent toutes les quelques années. Les étés sont chauds le jour et tièdes le soir. Les pluies sont rares, et tombent généralement au printemps et en automne avec un climat très doux.

## Population
La totalité de la population se concentre au village de Coy, pour un total de 512 personnes, qui représente une basse densité d'occupation du territoire avec 17,7 habitants par km². Sa population, très stable durant les dernières onze années, est assez équilibrée dans la distribution par sexe.

## Étymologie
Le mot "Coy" dérive du latin "collis", signifiant colline. Dans la région, plusieurs sommets portent des noms qui incluent ce suffixe: Montagne Ascoy, de Carrascoy, etc.

## Histoire
Connue depuis l'Antiquité, la région possède une grande quantité de restes archéologiques comme :
- "El Cerro de las Viñas", peuplée dès l'âge du bronze, déclaré d'intérêt international ;
- la Fuentecica, nécropole ibérique où on a découvert la sculpture célèbre, connue sous le nom de "Leon de Coy" (Musée archéologique de Murcie) ;
- le Villar, villa romaine où a été mise au jour une sculpture du dieu romain Mercure (Musée archéologique de Lorca).

Lors de la domination musulmane, le plateau a été une enclave maure du Royaume de Murcie qui se consacrait à l'agriculture, son château contrôlait un territoire étendu. Après la Reconquista, il est devenu territoire frontière avec le Royaume de Grenade. Alphonse X le Sage l'a intégré comme dépendance de Lorca, a détruit son château, et il passa au señorío de Sancho Manuel. Au XVIIIe siècle, comme señorío des Riquelme, il était le troisième centre le plus important après Lorca, et posséda même un couvent. Ses mines de plomb et d'argent se sont alors épuisées et à cause du manque de communications il a été oublié et n'a plus beaucoup suivi l'évolution du progrès.

## Économie
L'économie se fonde sur l'artisanat textile avec la fabrication de jarapas et de tapis. En agriculture, la culture de la vigne permet l'élaboration d'un vin artisanal excellent, l'amandier et les produits des potagers sont à l'honneur. Plusieurs exploitations agricoles produisent porcs, poulets et ovins. Le développement d'un tourisme rural fleurissant depuis quelques années présage un futur plus prospère: récemment se sont ouverts la pension Casa Grande, la Plage Artificielle et plusieurs gîtes ruraux.

## Monuments
- Le village est un centre médiéval situé dans la pente d'une colline, comportant des rues étroites, collines et allées.
- Cerro de Las Viñas (Peuple argárico).
- Église de San José de Coy (Baroque).
- Musée ethnographique et archéologique, situé à la Casa Grande, bâtiment du XVIIIe siècle.